# Rootes Group
Rootes Motors Limited, beter bekend als de Rootes Group was een Brits automobielconcern waartoe de merken Hillman, Humber, Sunbeam, Commer, Singer en het Britse deel van Talbot behoorden.

## Beginperiode
Rootes werd in 1913 opgericht in Hawkhurst in Kent door William Rootes voor de verkoop van auto's. In 1914 was het bedrijf in Maidstone gevestigd, waar het zich richtte op het repareren van vliegtuigmotoren. In 1917 vormde William Rootes 'Rootes Limited' en kocht hij het bedrijf van zijn vader, dat in 1897 was opgericht, om zijn reparatiebedrijf voor vliegtuigmotoren en fabricage van vliegtuigonderdelen uit te breiden met de verkoop van auto's.
Rond 1924 was Rootes de grootste verkoper van auto's en vrachtwagens in het Verenigd Koninkrijk. Rootes adverteerde ermee dat ze auto's kon leveren van 145 tot 3.000 pond, geproduceerd door Rolls-Royce, Daimler, Sunbeam, Austin, Hillman of Fiat.

## Producent
Het werd Rootes duidelijk dat er kansen lagen in de export van auto's en dat het produceren van auto's lonend kon zijn. Dit werd bereikt in 1928 door de aankoop van een meerderheidsbelang in eerst Hillman en een jaar later Humber en Commer. Hillman en Commer werden dochterondernemingen van Humber, waarvan Rootes 60 procent eigenaar was.
Rootes Limited werd in 1933 hernoemd tot Rootes Securities Limited. Tijdens de crisis in de jaren dertig werden meer bedrijven opgekocht die in de problemen waren gekomen: Sunbeam en Talbot in 1934, en British Light Steel Pressings dat carrosserieën produceerde, in 1937. Het werden allemaal dochterondernemingen van Humber. Ook de Londense carrosseriebouwer Mayfair en de Rolls-Royce- en Daimlerdealers Thrupp & Maberly werden gekocht.

## Tweede Wereldoorlog
Tijdens de oorlog raakte Rootes net als de meeste andere Britse autofabrikanten betrokken bij de wapenproductie. In 1939 ontwikkelde Rootes Ryton-on-Dunsmore, bij Coventry, een fabriek voor vliegtuigmotoren. In een fabriek bij Liverpool werd de Handley Page Halifax geproduceerd. Rootes bouwde ook militaire voertuigen gebaseerd op de Humber en Commer auto's en vrachtwagens.
Rootes' zakeninstinct liet hem kort na de oorlog een keer in de steek. Toen hij in het kader van een onderzoek naar herstelbetalingen de Volkswagenfabriek in Wolfsburg bezocht oordeelde hij dat die fabriek en de Kever geen waarde hadden.
In 1950 werd Tillings-Stevens overgenomen, en in 1956 Singer Motors.

## Hillman Imp

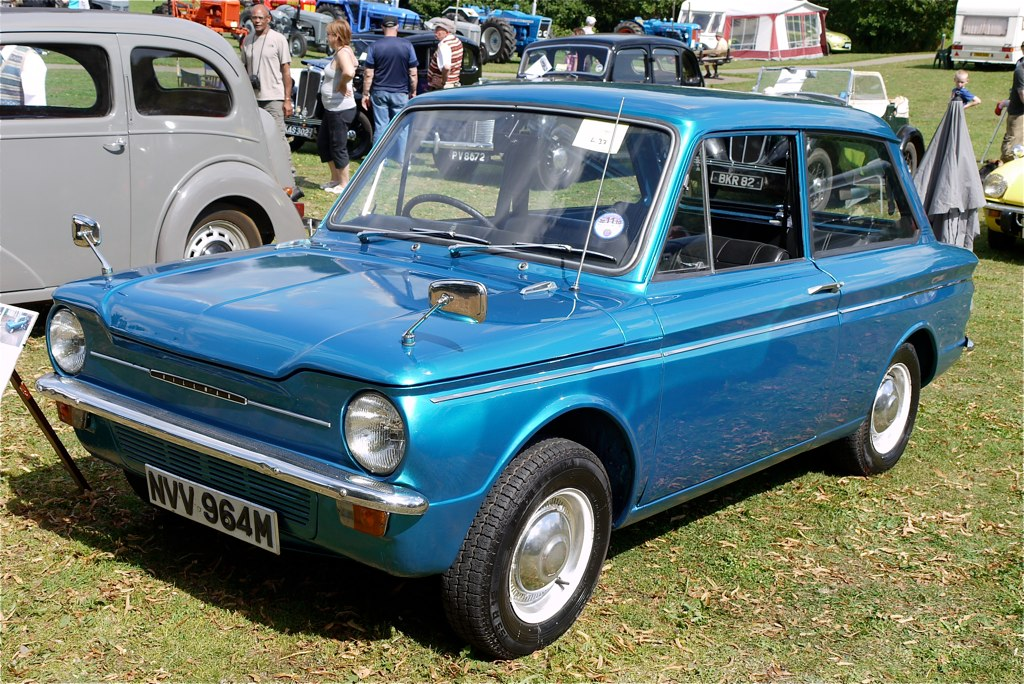
Hillman Imp 1974

In 1963 introduceerde Rootes de Hillman Imp, een compacte auto met een innovatieve aluminium motor achterin. De Imp was bedoeld als antwoord op de populaire Mini van de concurrent British Motor Corporation. Voor de Imp werd met overheidssubsidie een nieuwe fabriek gebouwd te Linwood in Schotland. De arbeiders in Linwood hadden geen enkele ervaring met het bouwen van auto's en de bouwkwaliteit en betrouwbaarheid van de Imp was navenant. Een ander probleem was dat de toeleveranciers nog steeds in de Midlands gevestigd waren. Dit betekende bijvoorbeeld dat gegoten motoronderdelen eerst naar Ryton-on-Dunsmore moesten worden gebracht en na assemblage weer terug naar Linwood. Complete Imp's gingen weer terug naar Ryton wat resulteerde in een rit van 970 kilometer.
De Imp was bij de introductie nog niet voldoende uitontwikkeld. De matige bouwkwaliteit en betrouwbaarheidsproblemen en het ontwerp dat de kopers niet aansprak leidde ertoe dat de verkopen achterbleven bij de verwachtingen. Na een redelijk succesvolle start in de jaren 1963-1965 begonnen de verkopen terug te lopen. Verloren productietijd als gevolg van stakingen en andere problemen betekende dat Rootes geen kapitaal meer bezat om nieuwe modellen te ontwikkelen.

## Chrysler
Vanaf de jaren 1960 kocht Chrysler geleidelijk een steeds groter belang in de Rootes Group, volgend op de enorme verliezen die op de Imp werden gemaakt. Chrysler wilde net als de concurrenten Ford en General Motors een Europese tak in haar bezit hebben. Chrysler kocht Simca en het Spaanse Barreiros en fuseerde het met Rootes, inmiddels Chrysler UK geheten, tot Chrysler Europe. De Rootes-naam verdween definitief in 1971 en de andere merken werden gedurende de jaren zeventig uitgefaseerd. Alleen het merk Hillman werd nog gevoerd tot 1977 waarna de auto's werden verkocht als Chrysler.
Ondanks overheidssteun groeiden de problemen Chrylser Europe in 1977 boven het hoofd, waarna het werd overgenomen door PSA Peugeot Citroën. PSA besloot al snel de fabriek in Linwood te sluiten. Het historische merk Rootes-merk Talbot werd uit de kast gehaald om de voormalige Chrysler-modellen te hernoemen. De fabriek in Ryton werd gespaard, de bedrijfswagendivisie (Commer/Dodge/Karrier) werd verkocht aan Renault.

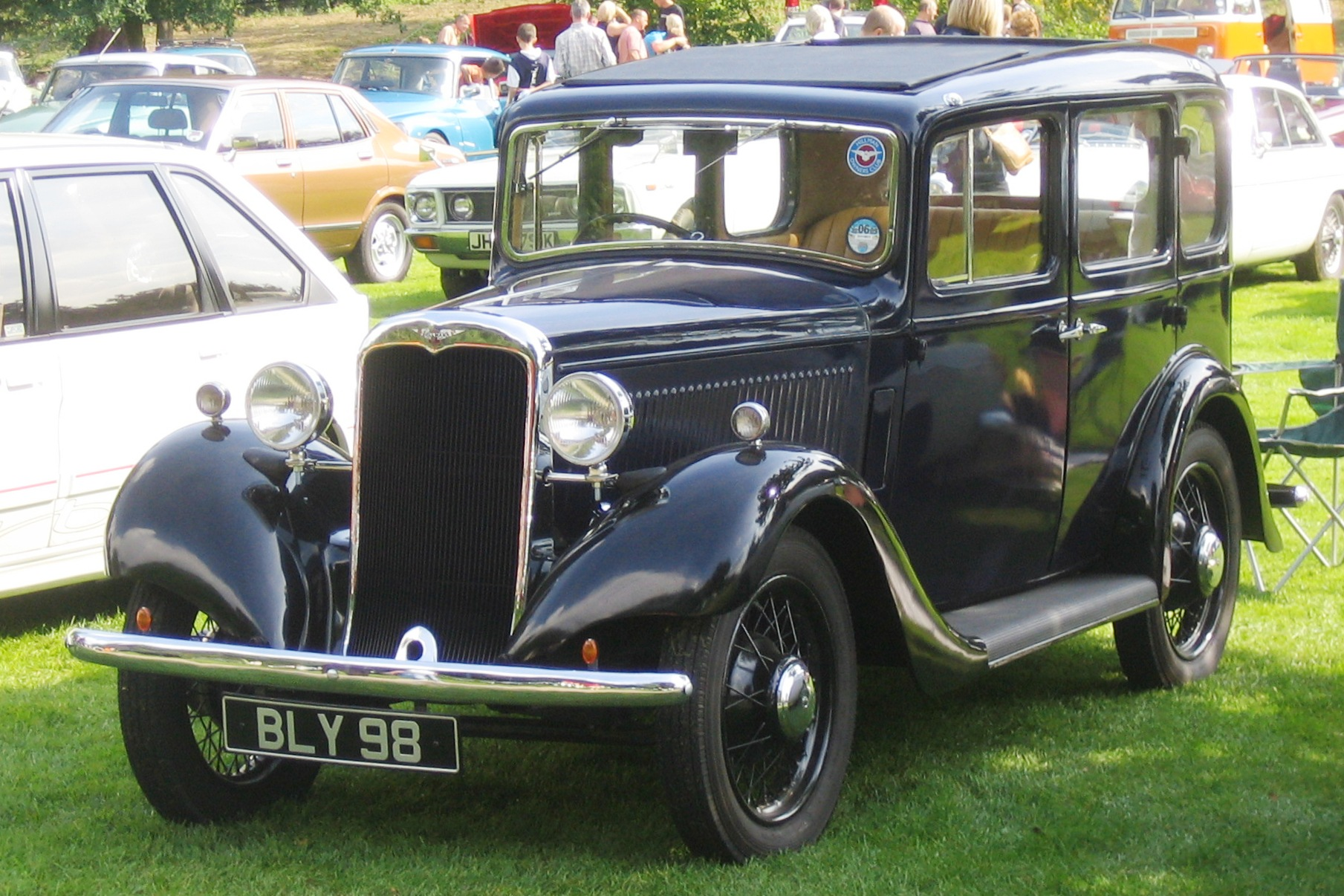
Hillman Minx 1935
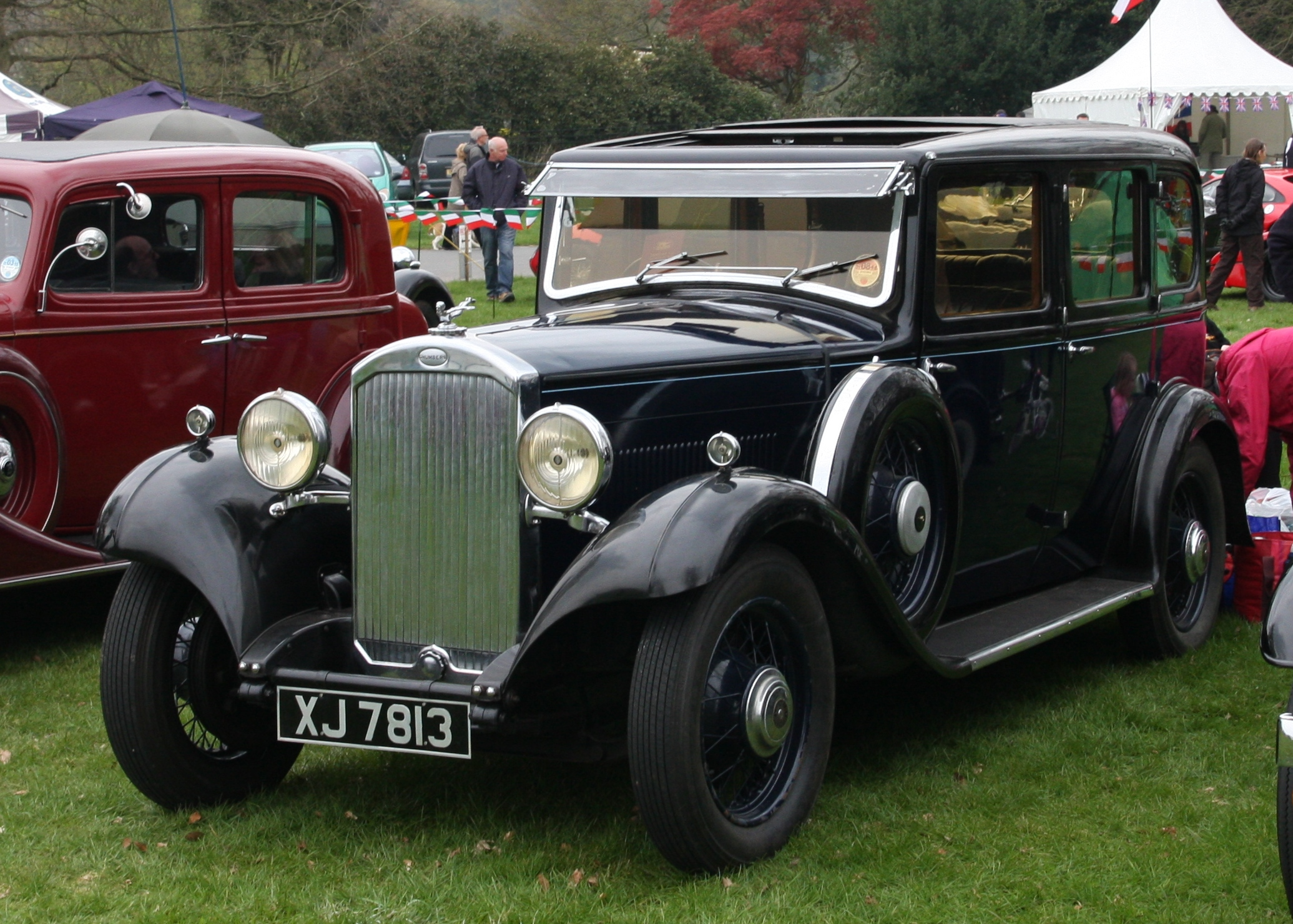
Humber 16-60 1933
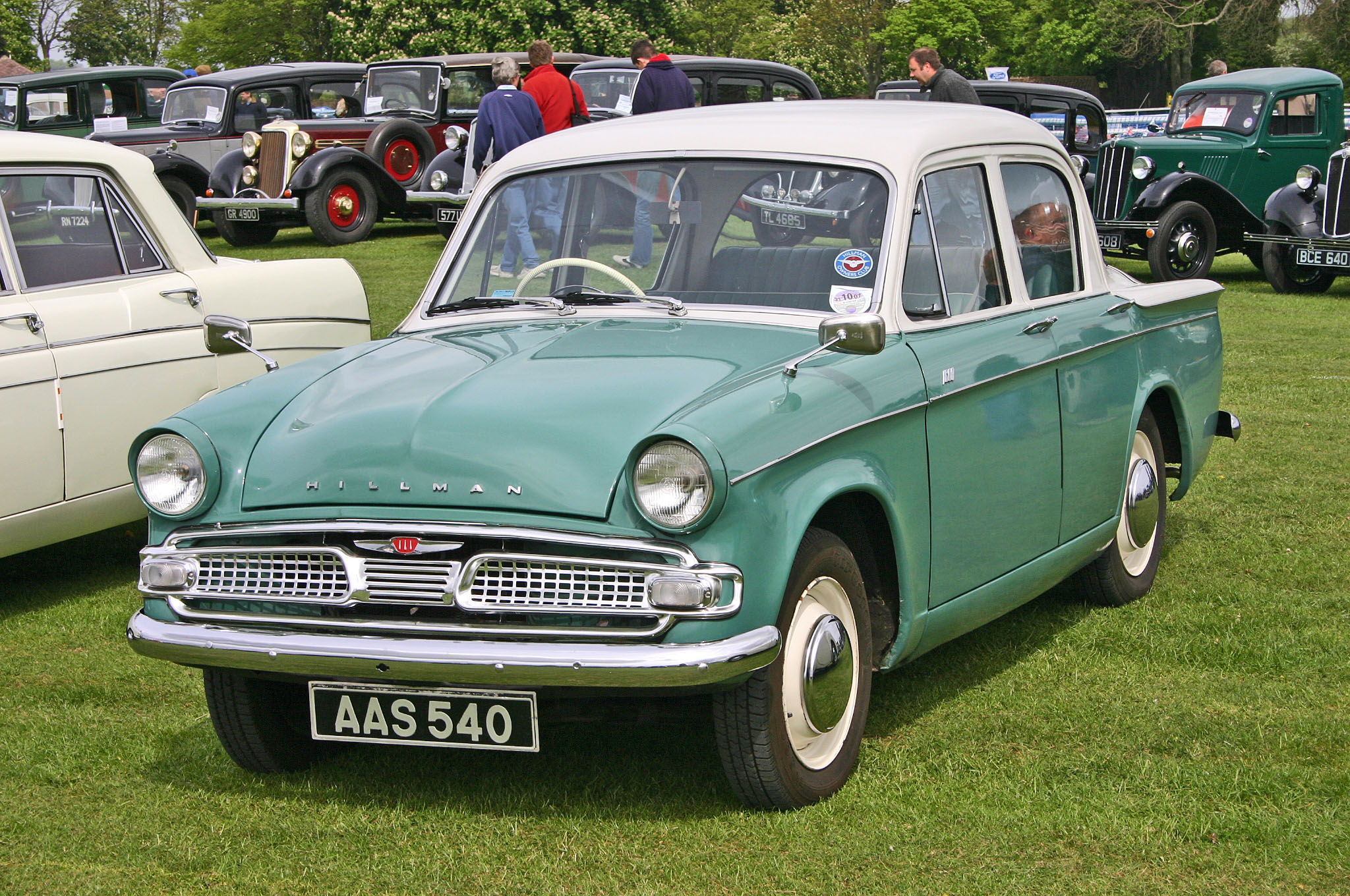
Hillman Minx Serie IIIC
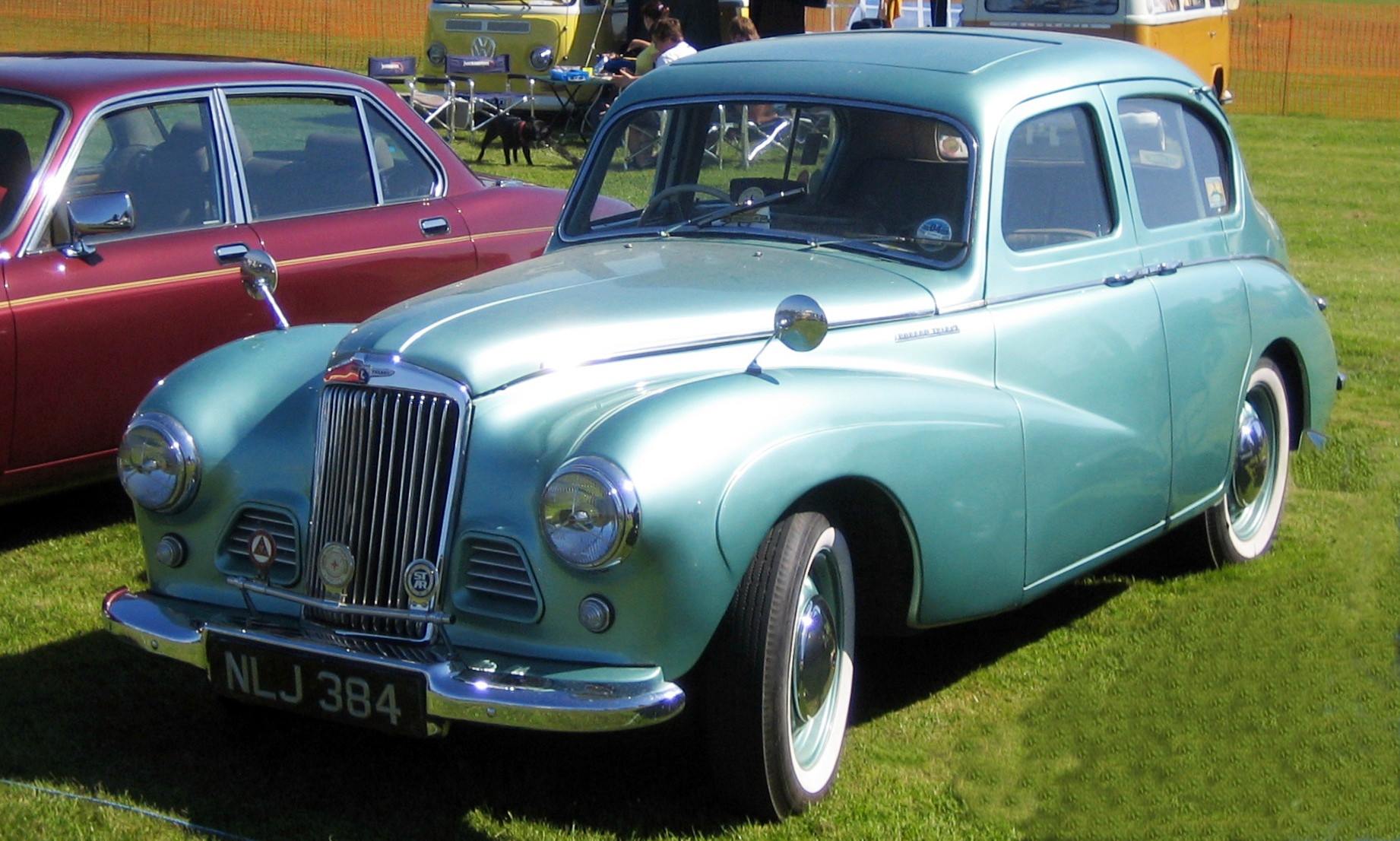
Sunbeam Talbot MKII 1953
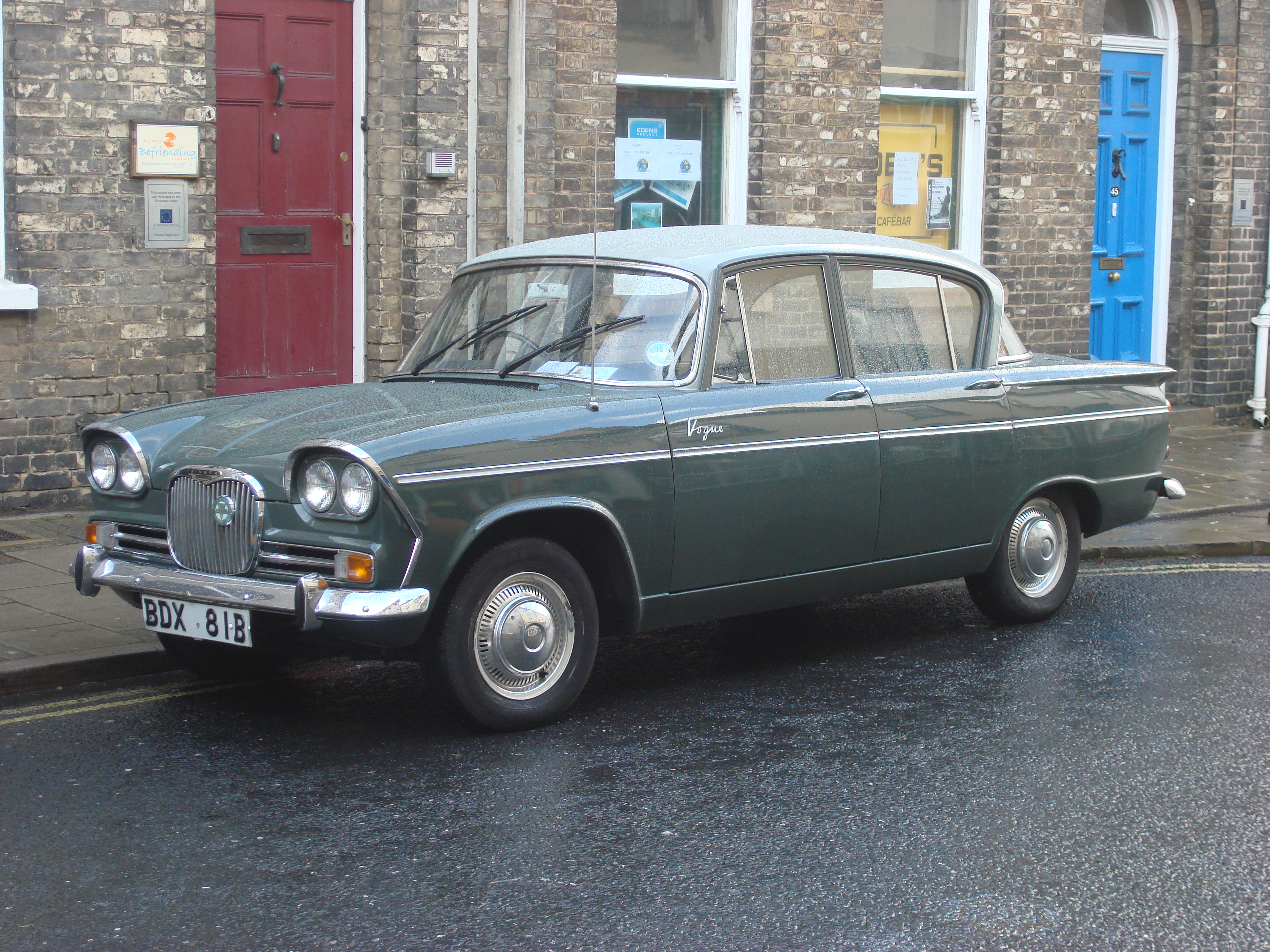
Singer Vogue
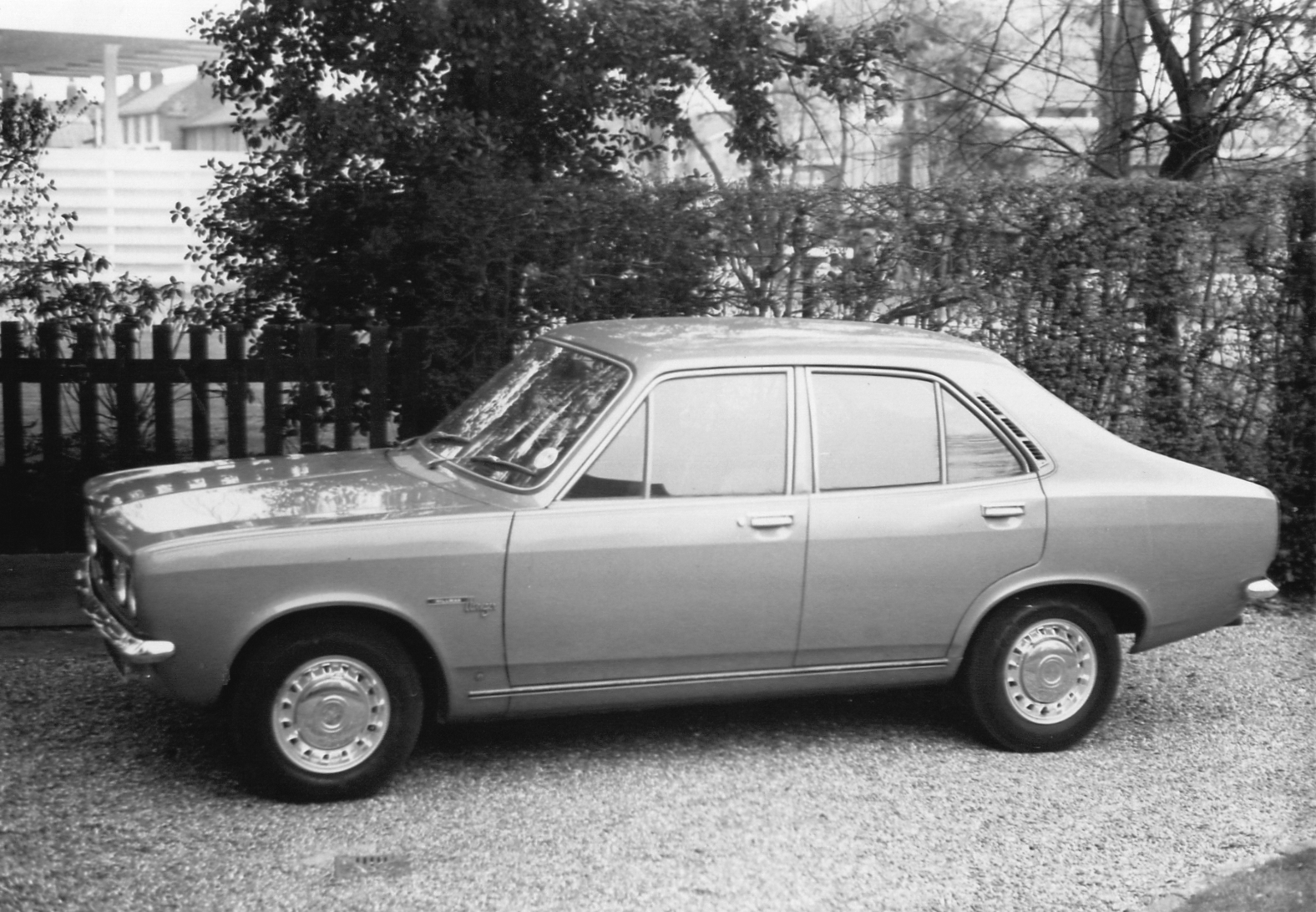
Hillman Avenger GL 1970
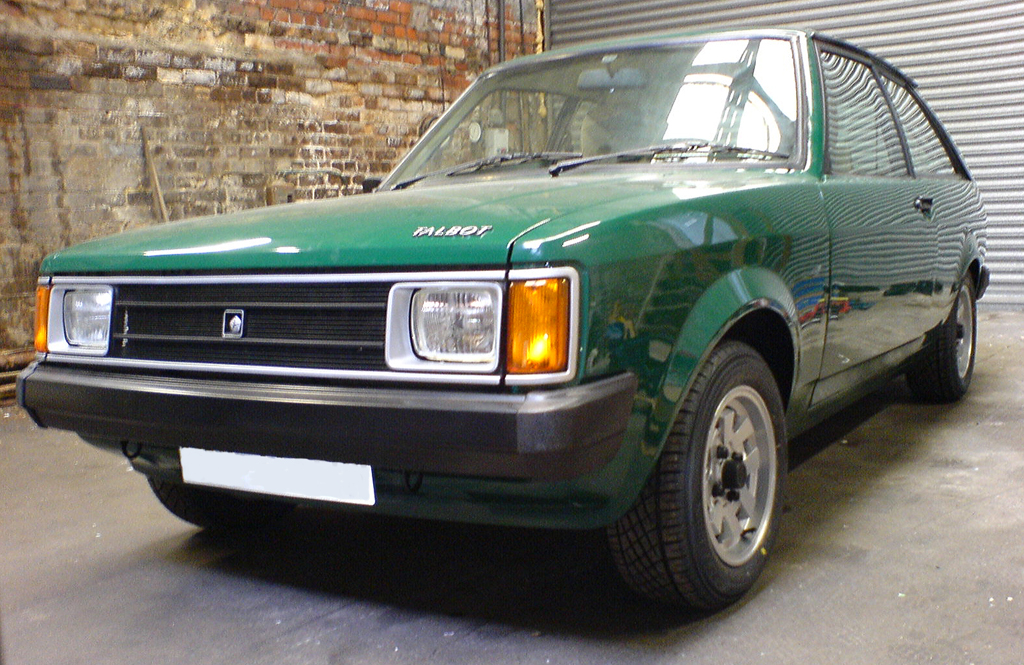
Talbot Sunbeam Lotus